# Ný batterí
"Ný batterí" is een single/ep van de IJslandse band Sigur Rós. De single werd alleen in het Verenigd Koninkrijk uitgegeven in mei 2000 via FatCat Records en opnieuw uitgebracht in 2006 via PIAS in heel Europa. "Ný batterí" was de tweede Sigur Rós-single die in het Verenigd Koninkrijk verscheen.

## Opname en uitgave
"Ný batterí" wordt op de single voorafgegaan door een koperblazer-intro, genaamd "Rafmagnið búið". Sigur Rós besloot om voor de uitgave van "Ný batterí" twee extra nummers te maken. Deze waren covers en werden in januari 2000 opgenomen. Deze twee nummers "Bíum bíum bambaló" en "Dánarfregnir og jarðafarir" verschenen later op de Englar Alheimsins-soundtrack. "Bíum bíum bambaló" is een oud IJslands slaaplied en "Dánarfregnir og jarðafarir" is een soort rockversie van een orgeldeuntje dat al enkele decennia op de IJslandse radio werd gespeeld als er overlijdensberichten werden aangekondigd. Het origineel werd geschreven door Jón Múli. Het nummer bereikte (dankzij de film Englar Alheimsins) op de eerste plaats in de IJslandse hitlijst.

## Nummers

### Cd en 12-inch
1. "Rafmagnið búið" (4:52)
2. "Ný batterí" (7:50)
3. "Bíum bíum bambaló" (6:52)
4. "Dánarfregnir og jarðafarir" (4:29)

## Medewerkers
- Sigur Rós - Productie, creatie
  - Jón Þór Birgisson - zang, gitaar
  - Georg Hólm - basgitaar
  - Kjartan Sveinsson - keyboard
  - Ágúst Ævar Gunnarsson - drums
- Ken Thomas - engineering, productie, mixing
- SS Brass Band - muziek op "Rafmagnið búið"[4]

## Hitnoteringen
| Land                                   | Plaats |
| -------------------------------------- | ------ |
| UK Singles Chart (Verenigd Koninkrijk) | 133    |